# Ллойд Хоніган
Ллойд Хоніган (англ. Lloyd Honeyghan; 22 квітня 1960) — британський професійний боксер ямайського походження, який виступав у напівсередній ваговій категорії. Абсолютний чемпіон світу у напівсередній вазі (1986—1987). Чемпіон світу у напівсередній вазі за версіями WBA (1986—1987), IBF (1986—1987), WBC (1986—1987; 1988—1989). Чемпіон Європи за версією EBU (1985).
Перший боксер, який отримав Подячну медаль визнання від ямайського прем'єр-міністра.

## Професійна кар'єра
На професійному рингу дебютував 1980 року і, вигравши свої перші 14 боїв, 1 березня 1983 року завоював регіональний титул Південного района, а 5 квітня 1983 року — титул чемпіона Великої Британії British за версією BBBofC у напівсередній вазі.
5 січня 1985 року в бою проти Джанфранко Розі завоював титул чемпіона Європи за версією EBU.
27 листопада 1985 року в бою проти Сильвестра Мітті захистив титул Європи, а також завоював вдруге титул чемпіона Великої Британії British і титул чемпіона Співдружності.

### Завоювання титулу абсолютного чемпіона світу
27 вересня 1986 року американець Дональд Каррі проводив третій захист трьох чемпіонських титулів WBA, WBC і IBF у напівсередній вазі у бою проти Ллойда Хонігана. Чинний чемпіон був фаворитом 5 до 1. Після шостого раунду Каррі відмовився від продовження бою. На той момент американець програвав на картках усіх суддів — 56-59 та 56-58 (двічі). Для Каррі ця поразка стала першою в кар'єрі. Бій був визнаний Апсетом року за версією журналу «Ринг».
Вже 5 січня 1987 року Хоніган відмовився від титулу WBA після того, як WBA наказала йому захищати титул проти південноафриканця Гарольда Волбрехта. Хоніган викинув титульний пояс WBA у сміттєвий бак на вулиці Лондона на знак протесту проти того, що WBA продовжувала санкціонувати поєдинки за участю громадян Південно-Африканської Республіки, яка керувалася режимом апартеїду.
1987 року провів три вдалих захисти титулів WBC і IBF проти ексчемпіонів світу в першій напівсередній вазі американців Джонні Бамфуса і Джина Гетчера та майбутнього чемпіона світу у напівсередній вазі Моріса Блокера.
28 жовтня 1987 року програв технічним рішенням мексиканцю Хорхе Вака. IBF відмовилася санкціонувати захист Хонігана проти Хорхе Вака, тому що він не входив до 12 найкращих претендентів, і позбавила його титулу після того, як він програв поєдинок, тож Вака відібрав лише титул WBC. 29 березня 1988 року між ними відбувся реванш, і Хоніган нокаутував суперника в третьому раунді, повернувши титул WBC. Провівши один вдалий захист, 4 лютого 1989 року зазнав поразки нокаутом від американця Марлона Старлінга.

### Чемпіонський бій із Марком Бреландом
3 березня 1990 року в бою за титул WBA у напівсередній вазі зустрівся з Марком Бреландом. Бій відбувся у Лондоні, на стадіоні Вемблі. Вже на початку бою Бреланд 6 разів надсилав Хонігана у нокдаун. У третьому раунді після чергового падіння британця рефері зупинив поєдинок. Бреланд переміг технічним нокаутом, вчетверте захистивши свій титул.
30 січня 1993 року завоював титул чемпіона Співдружності в першій середній вазі.
25 лютого 1995 року провів останній бій, програвши технічним нокаутом Адріану Додсону.

## Нагороди
- Подяка медаль визнання від ямайського прем'єр-міністра (10 листопада 1985)
- Апсет року за версією журналу "Рінг" (1986)